# Правая Хетта
Правая Хетта — река в Надымском районе Ямало-Ненецкого автономного округа России.
Впадает в Надым в 153 км от его устья по правому берегу. Длина реки — 237 км, площадь водосборного бассейна — 4760 км². По данным наблюдений с 1979 по 1993 год среднегодовой расход воды в районе посёлка городского типа Пангоды (159 км от устья) составляет 11,66 м³/с.

## Притоки
(расстояние от устья)
- 33 км: река без названия (лв)
- 60 км: Хадыта (лв)
- 68 км: река без названия (пр)
- 73 км: река без названия (лв)
- 99 км: река без названия (лв)
- 107 км: река без названия (пр)
- 110 км: река без названия (лв)
- 120 км: река без названия (лв)
- 128 км: Хабитосё (лв)
- 132 км: река без названия (пр)
- 141 км: река без названия (лв)
- 157 км: Пангода (лв)
- 157,5 км: река без названия (лв)
- 158 км: река без названия (пр)
- 167 км: Тыйяха (пр)
- 168 км: река без названия (лв)
- 183 км: Атэльяха (пр)

## Данные водного реестра
По данным государственного водного реестра России относится к Нижнеобскому бассейновому округу, водохозяйственный участок реки — Надым. Речной бассейн реки — Надым.